# Folkia
Folkia es un género de arañas araneomorfas de la familia Dysderidae. Se encuentra en  los Balcanes.

## Lista de especies
Según The World Spider Catalog 12.0:
- Folkia boudewijni Deeleman-Reinhold, 1993
- Folkia haasi (Reimoser, 1929)
- Folkia inermis (Absolon & Kratochvíl, 1933)
- Folkia lugens Brignoli, 1974
- Folkia mrazeki (Nosek, 1904)
- Folkia pauciaculeata (Fage, 1943)
- Folkia subcupressa Deeleman-Reinhold, 1993